# Carl Ludwig Kleine
Carl Ludwig Kleine (* 27. Juni 1866 in Kleve; † 24. Mai 1938 in Leer) war ein deutscher Jurist und Politiker. Kleine war von 1911 bis 1918 Mitglied im Preußischen Abgeordnetenhaus und von 1910 bis 1933 Mitglied im Provinziallandtag der Provinz Hannover. Er gehörte außerdem von 1926 bis 1930 dem Preußischen Staatsrat an.

## Leben

### Beruflicher Werdegang
Kleine entstammte einer alten Beamten- und Juristenfamilie. Er besuchte das Gymnasium in Wesel, das er 1884 mit dem Abitur verließ. Noch im gleichen Jahr begann er ein dreijähriges Studium der Rechts- und Staatswissenschaften an den Universitäten in Jena, Bonn und Berlin. Die erste juristische Staatsprüfung bestand Kleine im Juni 1887 beim Oberlandesgericht in Köln. Er wurde als Gerichtsreferendar in den preußischen Justizdienst übernommen. Seinen Militärdienst leistete er von Oktober 1887 bis September 1888 als Einjährig-Freiwilliger ab. Im Februar 1891 wurde er Regierungsreferendar im Regierungsbezirk Arnsberg. Die zweite juristische Staatsprüfung legte er im Dezember 1893 ab und wurde ein Jahr später als Regierungsassessor bei den Regierungen in Posen, von 1894 bis 1899, und Aurich, von 1899 bis 1900, angestellt. Im Jahre 1901 wurde Kleine das Amt eines Landrates im Landkreis Soltau übertragen, das er bis 1907 bekleidete.
Im März 1907 erfolgte seine Beförderung zum Regierungsrat beim Oberpräsidium in Hannover, seine Rangerhöhung zum Geheimen Regierungsrat erhielt er im Januar 1916. Bereits 1910 wurde er zum Landrat im Landkreis Leer ernannt, ein Amt, das er 20 Jahre ausübte. Im Winter 1916 bis 1917, während des Ersten Weltkrieges, war er zusätzlich kommissarisch mit der Verwaltung des Amtes eines Oberregierungsrates bei der Regierung in Aurich betraut worden und war somit für mehrere Monate Stellvertreter des Ostfriesischen Regierungspräsidenten.
Große Verdienste erwarb er sich mit der Gründung der Kleinbahn Ihrhove–Westrhauderfehn im Herbst 1911. Kleine selbst wurde Geschäftsführer der Betreibergesellschaft von Beginn an bis 1930. Je ein Drittel des Kapitals der Firma übernahmen der Preußische Staat, die Provinz Hannover und der Landkreis Leer. Als Landrat setzte er sich auch 1928 für den Neubau des Kreiskrankenhauses in Leer ein. Carl Ludwig Kleine wurde im April 1930 in den einstweiligen Ruhestand und am 1. Oktober 1931 in den Ruhestand versetzt. Er starb am 24. Mai 1938, im Alter von 71 Jahren, in Leer.

### Parlamentarische Arbeit
Kleine war von 1911 bis zum 15. November 1918, als Landrat des Landkreises Leer, gewähltes Mitglied des Preußischen Abgeordnetenhauses für die Freikonservative Partei. Im Mai 1921 bis zum Februar 1926 war er Stellvertretendes Mitglied und von Februar 1926 bis Januar 1930 Mitglied des Preußischen Staatsrats. Er gehörte nun für die Deutschnationale Volkspartei zur Arbeitsgemeinschaft im Preußischen Staatsrat.
Schon seit 1910 war er bis 1933 Mitglied des Provinziallandtages sowie von 1907 bis 1910 und von 1921 bis 1925 ernanntes Mitglied des Provinzialrates der Provinz Hannover. 1924, 1925 und 1929 war er erster, 1926 und 1928 zweiter Vizepräsident des Provinziallandtags. Außerdem gehörte er dem Provinzialausschuss von Hannover bis 1933 an, zu dessen Vorsitzenden er im Januar 1930 gewählt wurde. Dem Hannoverschen Landkreistag stand er von 1928 bis 1930 vor.
Das Preußische Staatsministerium enthob Kleine ein Jahr vor Erreichen des vorgeschriebenen Dienstalters seines Amtes. Kleine, der deutschnational gesinnt war, hatte zuvor in seiner Funktion als Abgeordneter des Hannoverschen Provinziallandtages einem Antrag der NSDAP zugestimmt, der auf eine Aufhebung des Verbots der Hitlerjugend abzielte.